# Jiří Třanovský
Jiří Třanovský (Juraj Tranovský, más írásmódban: Tranowski, Třanowský, Třánowsky, Tranovský, Trzanowski, Trzanovský, Tranoscius, Tranoscyus, Tranosc, magyarosan Tranovszky György) (Teschen, Szilézia, 1591. március 27. – Liptószentmiklós, 1637. május 29.) cseh-szlovák író, költő, egyházi énekszerző, evangélikus lelkész, őt nevezik a „szláv Luthernek”.

## Élete
Neve utal arra a falura, Tranovicére, ahonnan családja származott. Középiskolai tanulmányai befejeztével, 1607-től a wittenbergi egyetem hallgatója lett. 1612-ben Prágában tanított, majd a morvaországi Hellesovicében (Holešov) volt iskolarektor, később Mesericben lelkész. Osztozott a cseh protestánsok sorsában: 1621-ben menekülni kényszerült, 1623-ban raboskodott is, majd a sziléziai Bielicben kapott állást. Miután hite miatt innen is elűzték, 1628-ban Magyarországra, Árva várába menekült. 1636-ban Liptószentmiklóson lett lelkész.

## Munkássága
.

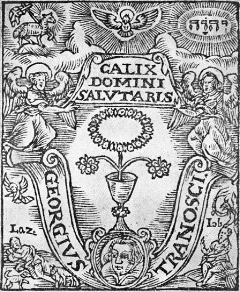
Tranovszky György ex librise

1629-ben megjelent ódagyűjteménye százötven latin nyelvű éneket tartalmaz. A kötet végén felsorolta az ezekhez tartozó húszféle versmértéket és ugyancsak húsz egyszerű négyszólamú karművet. Utóbbiak közül mintegy a fele saját kompozíciója. A kötet különlegességei közé tartoznak azok a versek, melyekben latin klasszikus költők verseit dolgozta át úgy, hogy miközben a vers formáját – ezzel együtt bizonyos szavakat, ragokat, alliterációkat – megtartott, tartalmát keresztyénné írta át, s ezzel mintegy „megkeresztelte” a művet. Könyve a 17. századi felvidéki német, szlovák és magyar műveltségre nagy hatással volt.
1636-ban Lőcsén kiadta cseh-szlovák nyelvű énekeskönyvet, a Chitara Sanctorum-ot. A 413 énekből százötven saját költeménye, s a többi között is jelentős azon énekek száma, melyet korábbi latin vagy német ének alapján ő fordított. A nevéről később „Tranoscius”-nak nevezett gyűjtemény azóta több, mint nyolcvan kiadást élt meg, és anyaga egyre bővült. A 19. században utoljára 1874-ben jelent meg 1148 énekkel. Magyarra Vietórisz József fordította (Budapest, 1935). A „Tranoscius” énekeskönyv több, mint kétszáz éves története alatt mélyen beleivódott a szlovák evangélikusok ünnepi és mindennapi kegyességébe. Ezért szokás őt „szláv Luthernek” nevezni.

## Magyarul megjelent írásai
- Chitara sanctorum. Régi és új egyházi énekek amelyeket a keresztyén egyház az év ünnepnapjain és emlékünnepein használ s amelyeket egykor összegyűjtött és kiadott Tranovszky György; ford. Vietórisz József; Magyar Luther-Társaság, Bp., 1935